# Пембрук (Нью-Гемпшир)
Пембрук (англ. Pembroke) — місто (англ. town) в США, в окрузі Меррімак штату Нью-Гемпшир. Населення — 7207 осіб (2020).

## Демографія
Згідно з переписом 2010 року, у місті мешкало 7115 осіб у 2710 домогосподарствах у складі 1933 родин. Було 2872 помешкання
Расовий склад населення:
| - 96,8 % — білих - 0,6 % — чорних або афроамериканців - 0,6 % — азіатів - 0,5 % — корінних американців |

До двох чи більше рас належало 1,1 %. Частка іспаномовних становила 1,6 % від усіх жителів.
За віковим діапазоном населення розподілялося таким чином: 24,0 % — особи молодші 18 років, 65,3 % — особи у віці 18—64 років, 10,7 % — особи у віці 65 років та старші. Медіана віку мешканця становила 39,6 року. На 100 осіб жіночої статі у місті припадало 96,7 чоловіків;  на 100 жінок у віці від 18 років та старших — 95,7 чоловіків також старших 18 років.
Середній дохід на одне домашнє господарство  становив 104 775 доларів США (медіана — 87 884), а середній дохід на одну сім'ю — 118 784 долари (медіана — 97 228). Медіана доходів становила 53 012 долари для чоловіків та 52 205 доларів для жінок. За межею бідності перебувало 5,5 % осіб, у тому числі 5,0 % дітей у віці до 18 років та 5,9 % осіб у віці 65 років та старших.
Цивільне працевлаштоване населення становило 3875 осіб. Основні галузі зайнятості: освіта, охорона здоров'я та соціальна допомога — 24,5 %, роздрібна торгівля — 13,7 %, науковці, спеціалісти, менеджери — 13,7 %.